# Provinciale weg 924
De provinciale weg 924 (N924) is een provinciale weg in de provincie Friesland. De weg vormt een verbinding tussen de A32 bij Heerenveen met de A6 ten noorden van Lemmer. Vanaf Vierhuis tot Oosterzee verloopt de weg langs de kustlijn van het Tjeukemeer.
De weg is uitgevoerd als tweestrooks-gebiedsontsluitingsweg met een maximumsnelheid van 80 km/h. In de gemeente Heerenveen heet de weg Oranje Nassaulaan en Rottumerweg. In de gemeente De Friese Meren heet de weg Binnendijk, Hoge Dijk, Vierhuisterweg, de Marwei, Hoofdweg en Herenweg.
Binnen de bebouwde kom van Heerenveen is de weg in beheer van de gemeente.

## Bezienswaardigheden
Langs de N924 staan een tweetal bezienswaardigheden:
- De klokkenstoel te Rottum
- Molen De Hersteller nabij Rotsterhaule

## Afbeeldingen

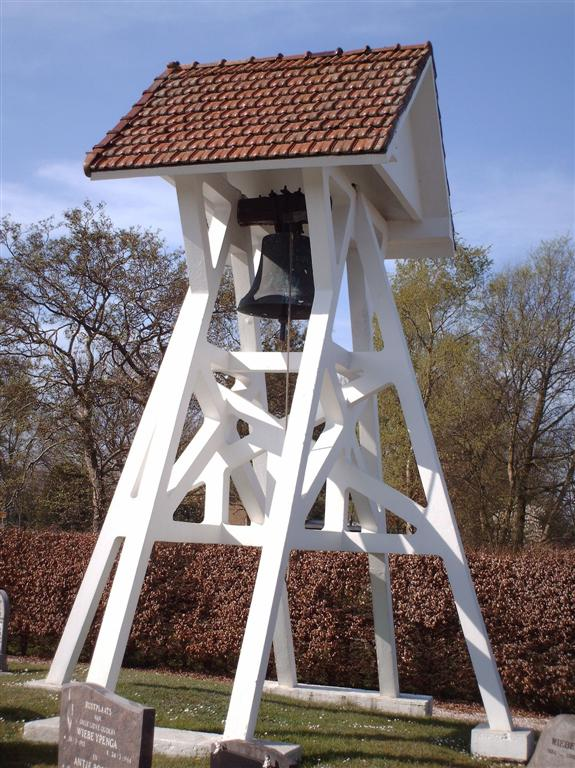
Klokkenstoel in Rottum
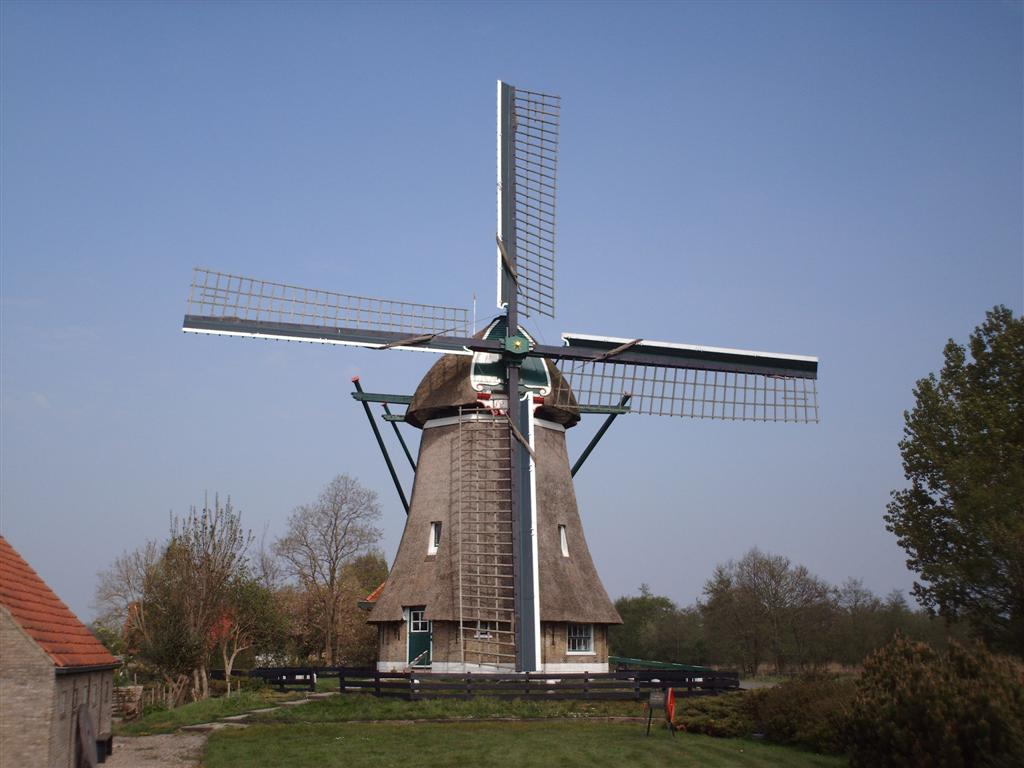
Molen De Hersteller
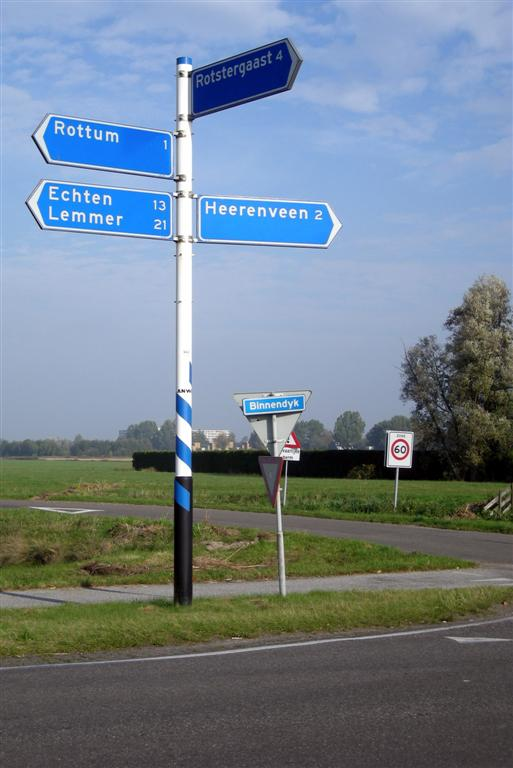
Wegwijzer tussen Heerenveen en Rottum
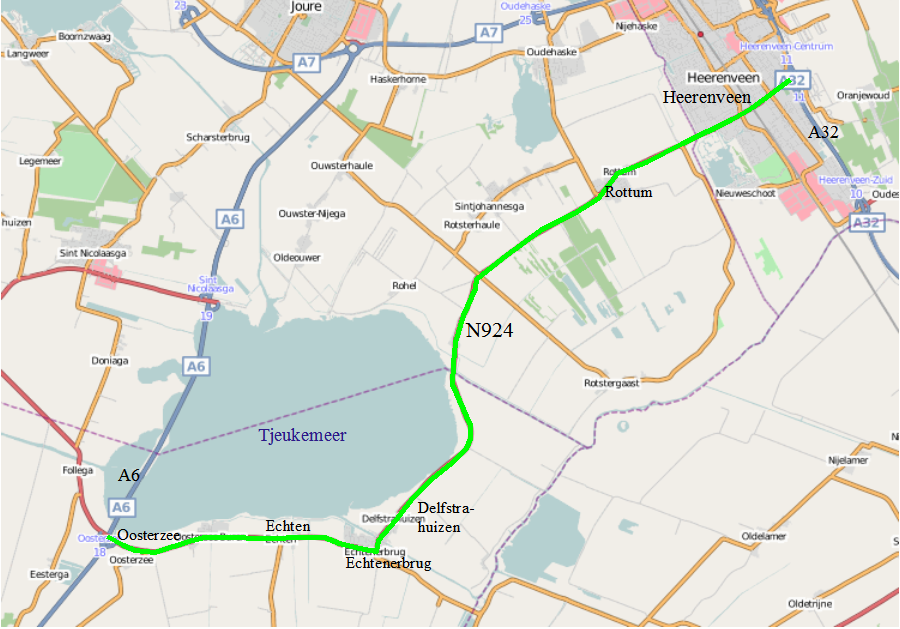
Detailkaart traject

N34 · N46 · N351 · N353 · N354 · N355 · N356 · N357 · N358 · N359 · N360 · N361 · N362 · N363 · N364 · N365 · N366 · N367 · N368 · N369 · N370 · N371 · N372 · N373 · N374 · N375 · N376 · N377 · N378 · N379 · N380 · N381 · N382 · N383 · N384 · N385 · N386 · N387 · N388 · N390 · N391 · N392 · N393 · N398

N851 · N852 · N853 · N854 · N855 · N856 · N857 · N858 · N860 · N861 · N862 · N863 · N865 · N910 · N913 · N917 · N918 · N919 · N924 · N927 · N928 · N962 · N963 · N964 · N966 · N967 · N969 · N972 · N973 · N974 · N975 · N976 · N977 · N978 · N979 · N980 · N981 · N982 · N983 · N984 · N985 · N986 · N987 · N988 · N989 · N990 · N991 · N992 · N993 · N994 · N995 · N996 · N997 · N998 · N999

Cursief vermelde wegen zijn voormalige provinciale wegen.